# بيني فارمس
بيني فارمس (بالإنجليزية: Penney Farms)‏ هي مدينة أمريكية تقع في ولاية فلوريدا. تبلغ مساحة هذه المدينة 3.6 (كم²)،ويبلغ عدد سكانها 580 نسمة حسب إحصاء سنة 2010 م 580.تشير إحصاءات سنة 2000م بأن الكثافة السكانية في هذه المدينة تقدر بـ(161.1) نسمة/كم2 

## أعلام
- سام سوندرز